# North American Soccer League 1978
Navigation
NASL 1977 NASL 1979
La North American Soccer League 1978 est la onzième édition de la North American Soccer League. Vingt-quatre équipes s'inscrivent au championnat, c'est un nouveau record pour la NASL. Les clubs sont répartis en deux conférences (Nationale et Américaine) et six poules géographiques de quatre équipes.
Comme dans d'autres compétitions organisées en Amérique (Ligue nationale de hockey ou NBA), il n'y a ni promotion, ni relégation, un système de franchises est mis en place.
C'est le club du Cosmos qui remporte cette édition et conserve son titre en battant en finale les Rowdies de Tampa Bay.

## Les 24 franchises participantes
| Tea Men Rowdies de Tampa Bay Strikers de Fort Lauderdale Fury de Philadelphie Express de Detroit Sting de Chicago Rogues de Memphis Hurricane de Houston Sockers de San Diego Surf de Californie Stompers d'Oakland Earthquakes de San José |

| - Division Est - Strikers de Fort Lauderdale - Tea Men de la Nouvelle-Angleterre (N) - Fury de Philadelphie (N) - Rowdies de Tampa Bay | - Division Centrale - Sting de Chicago - Express de Detroit (N) - Hurricane de Houston (N) - Rogues de Memphis (N) | - Division Ouest - Surf de Californie - Stompers d'Oakland - Sockers de San Diego - Earthquakes de San José |  |

| Tea Men Rowdies de Tampa Bay Strikers de Fort Lauderdale Fury de Philadelphie Express de Detroit Sting de Chicago Rogues de Memphis Hurricane de Houston Sockers de San Diego Surf de Californie Stompers d'Oakland Earthquakes de San José |

| - Division Est - Strikers de Fort Lauderdale - Tea Men de la Nouvelle-Angleterre (N) - Fury de Philadelphie (N) - Rowdies de Tampa Bay | - Division Centrale - Sting de Chicago - Express de Detroit (N) - Hurricane de Houston (N) - Rogues de Memphis (N) | - Division Ouest - Surf de Californie - Stompers d'Oakland - Sockers de San Diego - Earthquakes de San José |  |

| Cosmos Diplomats de Washington Toronto Rochester Kicks du Minnesota Roughnecks de Tulsa Tornado de Dallas Caribous du Colorado Whitecaps de Vancouver Timbers de Portland Sounders de Seattle Aztecs de Los Angeles |

| - Division Est - Cosmos - Lancers de Rochester - Metros-Croatia de Toronto - Diplomats de Washington | - Division Centrale - Caribous du Colorado (N) - Tornado de Dallas - Kicks du Minnesota - Roughnecks de Tulsa | - Division Ouest - Aztecs de Los Angeles - Timbers de Portland - Sounders de Seattle - Whitecaps de Vancouver |  |

| Cosmos Diplomats de Washington Toronto Rochester Kicks du Minnesota Roughnecks de Tulsa Tornado de Dallas Caribous du Colorado Whitecaps de Vancouver Timbers de Portland Sounders de Seattle Aztecs de Los Angeles |

| - Division Est - Cosmos - Lancers de Rochester - Metros-Croatia de Toronto - Diplomats de Washington | - Division Centrale - Caribous du Colorado (N) - Tornado de Dallas - Kicks du Minnesota - Roughnecks de Tulsa | - Division Ouest - Aztecs de Los Angeles - Timbers de Portland - Sounders de Seattle - Whitecaps de Vancouver |  |

- Par rapport à la saison précédente : 
  - les Tea Men de la Nouvelle-Angleterre, le Fury de Philadelphie, l'Express de Detroit, le Hurricane de Houston, les Rogues de Memphis et les Caribous du Colorado arrivent dans la ligue.
  - Quatre équipes se relocalisent. Les Bicentennials du Connecticut deviennent les Stompers d'Oakland, les Quicksilvers de Las Vegas deviennent les Sockers de San Diego, les Stars de Saint-Louis deviennent le Surf de Californie et la Team Hawaï devient les Roughnecks de Tulsa.

## Format
- Les clubs sont répartis en 2 conférences (Américaine et Nationale). Chaque conférence étant composée de trois divisions (Ouest, Centrale et Est) sur le modèle de la NFL.
- Toutes les équipes disputent 30 rencontres réparties comme suit. 
  - 2 rencontres (une à domicile et une à l'extérieur) contre les équipes de sa division soit six matchs en tout
  - sur les huit autres équipes de la même conférence, quatre sont affrontées en aller-retour, quatre sur un simple match (2 à domicile et 2 à l'extérieur) ce qui fait douze rencontres
  - 2 rencontres (une à domicile et une à l'extérieur) contre les équipes de la conférence opposée qui ont le même nom de division soit huit matchs en tout
  - sur les huit autres équipes de la conférence opposée, quatre sont affrontées sur un simple match (2 à domicile et 2 à l'extérieur) ce qui fait quatre rencontres
- Il n'y a pas de match nul. En cas d'égalité au bout de 90 minutes, une prolongation avec but en or de 15 minutes est jouée. Si elle achève sans but, une séance de tirs au but a lieu. Contrairement à une séance de tirs au but classique, les joueurs partent des 35 yards (environ 32 mètres du but) et ont cinq secondes pour tirer au but.
- Le barème de points est le suivant :
  - Victoire : 6 points
  - Défaite : 0 point
  - Un point de bonus est accordé par but marqué dans la limite de 3 buts par match. Il est à noter qu'une séance de tirs au but remportée vaut un but et donc un point supplémentaire tant qu'on est dans cette limite de 3 buts.
- Les deux premiers de chaque division se qualifient pour les séries éliminatoires. Les deux meilleurs bilans restants de chaque conférence également.

## Phase régulière

### Conférence Américaine

#### Poule Est
| Rang | Équipe                            | Pts | J  | G  | N | P  | Bp | Bc | Diff | Bon |
| ---- | --------------------------------- | --- | -- | -- | - | -- | -- | -- | ---- | --- |
| 1    | Rowdies de Tampa Bay              | 165 | 30 | 18 | 0 | 12 | 63 | 48 | +15  | 57  |
| 2    | Tea Men de la Nouvelle-Angleterre | 165 | 30 | 19 | 0 | 11 | 62 | 39 | +23  | 51  |
| 3    | Strikers de Fort Lauderdale       | 143 | 30 | 16 | 0 | 14 | 50 | 59 | -9   | 47  |
| 4    | Fury de Philadelphie              | 111 | 30 | 12 | 0 | 18 | 40 | 58 | -18  | 39  |

- Qualification directe pour les séries éliminatoires
- Wild-card pour les séries éliminatoires

#### Poule Centrale
| Rang | Équipe               | Pts | J  | G  | N | P  | Bp | Bc | Diff | Bon |
| ---- | -------------------- | --- | -- | -- | - | -- | -- | -- | ---- | --- |
| 1    | Express de Detroit   | 176 | 30 | 20 | 0 | 10 | 68 | 36 | +32  | 56  |
| 2    | Sting de Chicago     | 123 | 30 | 12 | 0 | 18 | 57 | 64 | -7   | 51  |
| 3    | Rogues de Memphis    | 101 | 30 | 10 | 0 | 20 | 43 | 58 | -15  | 41  |
| 4    | Hurricane de Houston | 96  | 30 | 10 | 0 | 20 | 37 | 61 | -24  | 36  |

- Qualification directe pour les séries éliminatoires

#### Poule Ouest
| Rang | Équipe                  | Pts | J  | G  | N | P  | Bp | Bc | Diff | Bon |
| ---- | ----------------------- | --- | -- | -- | - | -- | -- | -- | ---- | --- |
| 1    | Sockers de San Diego    | 164 | 30 | 18 | 0 | 12 | 63 | 56 | +7   | 56  |
| 2    | Surf de Californie      | 115 | 30 | 13 | 0 | 17 | 43 | 49 | -6   | 37  |
| 3    | Stompers d'Oakland      | 103 | 30 | 12 | 0 | 18 | 34 | 59 | -25  | 31  |
| 4    | Earthquakes de San José | 83  | 30 | 8  | 0 | 22 | 36 | 81 | -45  | 35  |

- Qualification directe pour les séries éliminatoires

### Conférence Nationale

#### Poule Est
| Rang | Équipe                    | Pts | J  | G  | N | P  | Bp | Bc | Diff | Bon |
| ---- | ------------------------- | --- | -- | -- | - | -- | -- | -- | ---- | --- |
| 1    | Cosmos T                  | 212 | 30 | 24 | 0 | 6  | 88 | 39 | +49  | 68  |
| 2    | Diplomats de Washington   | 145 | 30 | 16 | 0 | 14 | 55 | 47 | +8   | 47  |
| 3    | Metros-Croatia de Toronto | 144 | 30 | 16 | 0 | 14 | 58 | 47 | +11  | 46  |
| 4    | Lancers de Rochester      | 131 | 30 | 14 | 0 | 16 | 47 | 52 | -5   | 45  |

- Qualification directe pour les séries éliminatoires
- Wild-card pour les séries éliminatoires

T : Tenant du titre

#### Poule Centrale
| Rang | Équipe               | Pts | J  | G  | N | P  | Bp | Bc | Diff | Bon |
| ---- | -------------------- | --- | -- | -- | - | -- | -- | -- | ---- | --- |
| 1    | Kicks du Minnesota   | 156 | 30 | 17 | 0 | 13 | 58 | 43 | +15  | 54  |
| 2    | Roughnecks de Tulsa  | 132 | 30 | 15 | 0 | 15 | 49 | 46 | +3   | 42  |
| 3    | Tornado de Dallas    | 131 | 30 | 14 | 0 | 16 | 51 | 53 | -2   | 47  |
| 4    | Caribous du Colorado | 81  | 30 | 8  | 0 | 22 | 34 | 66 | -32  | 33  |

- Qualification directe pour les séries éliminatoires

#### Poule Ouest
| Rang | Équipe                 | Pts | J  | G  | N | P  | Bp | Bc | Diff | Bon |
| ---- | ---------------------- | --- | -- | -- | - | -- | -- | -- | ---- | --- |
| 1    | Whitecaps de Vancouver | 199 | 30 | 24 | 0 | 6  | 68 | 29 | +39  | 55  |
| 2    | Timbers de Portland    | 167 | 30 | 20 | 0 | 10 | 50 | 36 | +14  | 47  |
| 3    | Sounders de Seattle    | 138 | 30 | 15 | 0 | 15 | 50 | 45 | +5   | 48  |
| 4    | Aztecs de Los Angeles  | 88  | 30 | 9  | 0 | 21 | 36 | 69 | -33  | 34  |

- Qualification directe pour les séries éliminatoires
- Wild-card pour les séries éliminatoires

### Résultats
Source : wildstat.com

#### Matchs intra-division

##### Conférence Américaine
| Résultats (▼dom., ►ext.)                                   | FOR | N-A | PHI | TAM  |
| Strikers de Fort Lauderdale                                |     | 2-0 | 1-0 | 1-2  |
| Tea Men de la Nouvelle-Angleterre                          | 0-2 |     | 2-1 | 1-2A |
| Fury de Philadelphie                                       | 3-1 | 0-1 |     | 3-2  |
| Rowdies de Tampa Bay                                       | 3-2 | 3-1 | 4-0 |      |
| - Victoire à domicile - Match nul - Victoire à l'extérieur |     |     |     |      |

| Résultats (▼dom., ►ext.)                                   | CHI  | DET | HOU | MEM |
| Sting de Chicago                                           |      | 2-0 | 2-1 | 3-1 |
| Express de Detroit                                         | 1-2  |     | 3-0 | 3-2 |
| Hurricane de Houston                                       | 3-2  | 2-3 |     | 1-0 |
| Rogues de Memphis                                          | 3-2A | 1-4 | 0-3 |     |
| - Victoire à domicile - Match nul - Victoire à l'extérieur |      |     |     |     |

| Résultats (▼dom., ►ext.)                                   | CAL  | OAK | SAD | SAJ  |
| Surf de Californie                                         |      | 1-2 | 0-3 | 5-0  |
| Stompers d'Oakland                                         | 2-5  |     | 1-0 | 1-0A |
| Sockers de San Diego                                       | 1-2  | 3-0 |     | 2-1A |
| Earthquakes de San José                                    | 0-1A | 2-1 | 2-1 |      |
| - Victoire à domicile - Match nul - Victoire à l'extérieur |      |     |     |      |

##### Conférence Nationale
| Résultats (▼dom., ►ext.)                                   | COS | ROC | TOR | WAS |
| Cosmos                                                     |     | 5-1 | 3-1 | 6-1 |
| Lancers de Rochester                                       | 0-2 |     | 1-2 | 1-0 |
| Metros-Croatia de Toronto                                  | 1-5 | 1-0 |     | 2-0 |
| Diplomats de Washington                                    | 1-2 | 4-3 | 0-3 |     |
| - Victoire à domicile - Match nul - Victoire à l'extérieur |     |     |     |     |

| Résultats (▼dom., ►ext.)                                   | COL | DAL | MIN | TUL |
| Caribous du Colorado                                       |     | 1-2 | 1-0 | 2-1 |
| Tornado de Dallas                                          | 1-3 |     | 4-3 | 0-1 |
| Kicks du Minnesota                                         | 2-0 | 2-1 |     | 0-1 |
| Roughnecks de Tulsa                                        | 4-1 | 2-0 | 3-2 |     |
| - Victoire à domicile - Match nul - Victoire à l'extérieur |     |     |     |     |

| Résultats (▼dom., ►ext.)                                   | LOS | POR | SEA  | VAN |
| Aztecs de Los Angeles                                      |     | 1-4 | 0-2  | 0-2 |
| Timbers de Portland                                        | 1-0 |     | 1-0A | 0-2 |
| Sounders de Seattle                                        | 3-0 | 3-2 |      | 1-2 |
| Whitecaps de Vancouver                                     | 4-1 | 1-0 | 3-0  |     |
| - Victoire à domicile - Match nul - Victoire à l'extérieur |     |     |      |     |

#### Matchs inter-division
| Résultats (▼dom., ►ext.)                                   | FOR | N-A  | PHI | TAM | CHI  | DET | HOU  | MEM  | CAL  | OAK | SAD  | SAJ  | COS  | ROC  | TOR  | WAS  | COL  | DAL  | MIN  | TUL  | LOS  | POR | SEA  | VAN  |
| Strikers de Fort Lauderdale                                |     |      |     |     | 3-4  | 1-2 |      | 3-2  | 1-0  | 2-0 | 2-1  |      | 5-3  | 2-1A | 4-0  | 3-2  | 2-1A |      |      |      | 2-0  |     |      |      |
| Tea Men de la Nouvelle-Angleterre                          |     |      |     |     | 3-2  | 0-1 | 4-0  |      | 5-2  |     | 6-0  | 3-1  | 1-0  | 0-1A | 1-0  | 1-2  |      |      |      | 2-1  |      |     |      | 2-0  |
| Fury de Philadelphie                                       |     |      |     |     |      | 3-2 | 4-2  | 2-1  | 0-1  | 3-1 |      | 1-3  | 0-3  | 0-3  | 1-2  | 0-3  |      | 0-1  |      |      |      |     | 1-0  |      |
| Rowdies de Tampa Bay                                       |     |      |     |     | 2-3  |     | 2-0  | 2-1  |      | 1-0 | 4-1  | 3-4A | 2-5  | 1-0  | 5-1  | 3-2  |      |      | 2-3  |      |      | 2-0 |      |      |
| Sting de Chicago                                           |     | 1-4  | 2-3 | 4-5 |      |     |      |      | 1-0  | 1-2 | 1-2  |      |      | 2-3  |      |      | 4-1  | 3-2  | 0-1  | 5-2  | 1-2  |     |      |      |
| Express de Detroit                                         | 4-2 |      | 3-0 | 1-2 |      |     |      |      |      | 3-4 | 2-0  | 10-0 |      |      | 2-0  |      | 5-0  | 2-0  | 0-1  | 2-1A |      | 0-1 |      |      |
| Hurricane de Houston                                       | 1-2 | 0-1  |     | 2-3 |      |     |      |      | 3-0  | 0-1 |      | 1-2A |      |      |      | 1-0  | 4-0  | 0-3  | 0-3  | 2-4  |      |     | 0-2  |      |
| Rogues de Memphis                                          | 1-2 | 2-3  | 2-3 |     |      |     |      |      | 3-0  |     | 4-3  | 4-1  | 1-0  |      |      |      | 2-0  | 3-1  | 2-1  | 0-2  |      |     |      | 1-2  |
| Surf de Californie                                         | 5-0 |      | 2-0 | 3-0 | 2-1  | 1-2 | 0-2  |      |      |     |      |      |      |      | 2-1  |      |      |      |      | 3-0  | 1-4  | 1-0 | 0-2  | 1-0  |
| Stompers d'Oakland                                         | 2-1 | 1-0  | 0-1 |     | 2-1  |     | 2-3  | 1-0A |      |     |      |      | 1-5  |      |      |      |      |      | 1-0  |      | 1-2A | 0-1 | 1-2A | 2-6  |
| Sockers de San Diego                                       |     | 2-1  | 3-2 | 1-0 |      | 2-1 | 0-1A | 4-3  |      |     |      |      |      | 1-0A |      |      |      | 2-0  |      |      | 4-3  | 5-3 | 5-3  | 1-2  |
| Earthquakes de San José                                    | 0-1 | 2-5  |     | 1-0 | 1-2A | 3-4 |      | 0-1  |      |     |      |      |      |      |      | 1-5  | 2-3  |      |      |      | 2-4  | 2-3 | 1-0  | 0-1A |
| Cosmos                                                     | 7-0 | 1-3  | 1-0 | 2-1 |      | 2-0 |      |      | 4-1  |     |      |      |      |      |      |      | 3-1  | 3-1  |      | 1-0  | 2-1  |     | 5-1  | 3-2  |
| Lancers de Rochester                                       | 3-0 | 3-2  | 2-3 | 2-1 |      |     | 3-1  |      |      |     |      | 2-1  |      |      |      |      |      | 2-0  | 3-2  | 3-0  |      | 0-1 | 2-1  | 1-2  |
| Metros-Croatia de Toronto                                  | 2-0 | 1-2  | 3-0 | 1-2 |      |     |      | 4-1  |      | 8-2 |      |      |      |      |      |      | 0-2  | 1-2  | 1-2  |      | 4-0  | 3-1 | 3-1  |      |
| Diplomats de Washington                                    | 4-1 | 1-2  | 2-1 | 2-1 | 1-0  |     |      |      |      |     | 3-2  |      |      |      |      |      | 2-0  |      | 1-0A | 4-0  | 4-0  | 2-1 |      | 1-2A |
| Caribous du Colorado                                       |     |      | 4-2 |     | 2-4  | 0-2 | 3-1  | 0-1  |      |     | 2-3A |      | 3-4  | 1-0  | 0-3  |      |      |      |      |      | 1-2  | 1-3 |      | 0-1  |
| Tornado de Dallas                                          | 3-1 |      |     |     | 2-0  | 0-1 | 4-0  | 3-0  |      |     |      | 3-1  | 5-3  |      | 3-4  | 2-0  |      |      |      |      |      | 1-3 | 2-1  | 1-2  |
| Kicks du Minnesota                                         |     | 3-5  |     |     | 3-1  | 1-2 | 2-0  | 2-1  | 1-0  |     |      |      | 2-4  | 4-2  |      | 3-2  |      |      |      |      | 4-0  |     | 3-2  | 3-2  |
| Roughnecks de Tulsa                                        |     |      |     | 0-3 | 4-1  | 1-2 | 4-0  | 2-0  |      | 3-0 |      |      |      | 3-2  | 2-0  | 1-2  |      |      |      |      | 0-1A | 1-0 | 3-1  |      |
| Aztecs de Los Angeles                                      |     |      |     |     |      |     | 2-3A |      | 2-1  | 1-2 | 1-2  | 0-2  | 0-1  | 3-0  | 2-5  |      |      | 1-2A | 0-5  | 2-1  |      |     |      |      |
| Timbers de Portland                                        |     | 2-1A |     |     |      |     |      | 1-0  | 2-1A | 1-0 | 2-3  | 5-0  | 2-1A | 3-2  |      | 2-1A | 2-1  | 2-1  | 1-0  |      |      |     |      |      |
| Sounders de Seattle                                        | 3-1 |      |     |     | 3-0  |     |      |      | 5-2  | 1-0 | 3-2  | 3-1  | 1-2  |      | 1-0A | 1-2A | 3-0  |      | 1-0A | 0-1  |      |     |      |      |
| Whitecaps de Vancouver                                     |     |      | 1-3 | 1-0 |      | 2-1 |      |      | 2-0  | 2-1 | 1-4  | 6-0  |      | 4-1  | 0-1  | 2-1  | 1-0  | 6-1  |      | 5-1  |      |     |      |      |
| - Victoire à domicile - Match nul - Victoire à l'extérieur |     |      |     |     |      |     |      |      |      |     |      |      |      |      |      |      |      |      |      |      |      |     |      |      |

A Quand un score est suivi d'une lettre, cela signifie que le match en question s'est terminé par une séance de tirs au but. Si le score inscrit est 3-2, cela signifie que l'équipe gagnante a remporté la séance de tirs au but après un match nul 2-2 à l'issue de la prolongation.

## Séries éliminatoires

### Règlement
Dans chaque conférence, les deux premières équipes de chaque division sont qualifiées pour les séries éliminatoires. Les deux meilleurs bilans restants également.
Les quarts de finales de conférence se disputent en une seule manche sur le terrain de la tête de série la plus élevée. Au bout de 90 minutes, en cas d'égalité, une prolongation de 30 minutes avec but en or a lieu. S'il n'y a pas de but, une séance de tirs au but a lieu. 
En demi-finale de conférence, l'équipe qui a eu le plus de points en saison régulière dans chaque conférence affronte l'équipe qui en a eu le moins. Les deux autres s'affrontant alors. Les demi-finales et finales de conférence se déroulent en deux manches avec match retour sur le terrain de l'équipe la mieux classée en termes de points. Au bout de 90 minutes, en cas d'égalité, une prolongation de 30 minutes avec but en or a lieu. S'il n'y a pas de but, une séance de tirs au but a lieu. Si chaque équipe gagne un match, une prolongation de 30 minutes avec but en or a lieu immédiatement après le second match. Une séance de tirs au but a lieu si aucun but n'est marqué.
Le Soccer Bowl a lieu au Giants Stadium d'East Rutherford sur un seul match. Au bout de 90 minutes, en cas d'égalité, une prolongation de 30 minutes avec but en or a lieu. S'il n'y a pas de but, une séance de tirs au but a lieu. 
Chaque match doit avoir un gagnant. 

### Qualifiés
| Place | Premiers de poule                 | Pts |
| ----- | --------------------------------- | --- |
| 1     | Express de Detroit                | 176 |
| 2     | Tea Men de la Nouvelle-Angleterre | 165 |
| 3     | Sockers de San Diego              | 164 |
|       | Deuxièmes                         |     |
| 4     | Rowdies de Tampa Bay              | 165 |
| 5     | Sting de Chicago                  | 123 |
| 6     | Surf de Californie                | 115 |
|       | Wild-cards                        |     |
| 7     | Strikers de Fort Lauderdale       | 143 |
| 8     | Fury de Philadelphie              | 111 |

| Place | Premiers de poule         | Pts |
| ----- | ------------------------- | --- |
| 1     | Cosmos                    | 212 |
| 2     | Whitecaps de Vancouver    | 199 |
| 3     | Kicks du Minnesota        | 156 |
|       | Deuxièmes                 |     |
| 4     | Timbers de Portland       | 167 |
| 5     | Diplomats de Washington   | 145 |
| 6     | Roughnecks de Tulsa       | 132 |
|       | Wild-cards                |     |
| 7     | Metros-Croatia de Toronto | 144 |
| 8     | Sounders de Seattle       | 138 |

### Tableau
|  | Premier tour                                    | Premier tour                             | Premier tour                             | Premier tour                             |                                |                                | Demi-finales de Conférence | Demi-finales de Conférence | Demi-finales de Conférence | Demi-finales de Conférence |  |  | Finales de Conférence | Finales de Conférence | Finales de Conférence | Finales de Conférence |  |  | Soccer Bowl '78                               | Soccer Bowl '78                               | Soccer Bowl '78                               | Soccer Bowl '78                               |
|  |                                                 |                                          |                                          |                                          |                                |                                |                            |                            |                            |                            |  |  |                       |                       |                       |                       |  |  |                                               |                                               |                                               |                                               |
|  | 8 août 1978, Pontiac Silverdome, Pontiac        | 8 août 1978, Pontiac Silverdome, Pontiac | 8 août 1978, Pontiac Silverdome, Pontiac | 8 août 1978, Pontiac Silverdome, Pontiac |                                |                                | 13 et 16 août 1978         | 13 et 16 août 1978         | 13 et 16 août 1978         | 13 et 16 août 1978         |  |  | 20 et 23 août 1978    | 20 et 23 août 1978    | 20 et 23 août 1978    | 20 et 23 août 1978    |  |  | 27 août 1978, Giants Stadium, East Rutherford | 27 août 1978, Giants Stadium, East Rutherford | 27 août 1978, Giants Stadium, East Rutherford | 27 août 1978, Giants Stadium, East Rutherford |
|  | A1 Express de Detroit                           | A1 Express de Detroit                    | 1                                        | 1                                        |                                |                                | 13 et 16 août 1978         | 13 et 16 août 1978         | 13 et 16 août 1978         | 13 et 16 août 1978         |  |  | 20 et 23 août 1978    | 20 et 23 août 1978    | 20 et 23 août 1978    | 20 et 23 août 1978    |  |  | 27 août 1978, Giants Stadium, East Rutherford | 27 août 1978, Giants Stadium, East Rutherford | 27 août 1978, Giants Stadium, East Rutherford | 27 août 1978, Giants Stadium, East Rutherford |
|  | A1 Express de Detroit                           | A1 Express de Detroit                    | 1                                        | 1                                        |                                |                                | 13 et 16 août 1978         | 13 et 16 août 1978         | 13 et 16 août 1978         | 13 et 16 août 1978         |  |  | 20 et 23 août 1978    | 20 et 23 août 1978    | 20 et 23 août 1978    | 20 et 23 août 1978    |  |  | 27 août 1978, Giants Stadium, East Rutherford | 27 août 1978, Giants Stadium, East Rutherford | 27 août 1978, Giants Stadium, East Rutherford | 27 août 1978, Giants Stadium, East Rutherford |
|  | A8 Fury de Philadelphie                         | A8 Fury de Philadelphie                  | 0                                        | 0                                        |                                |                                | 13 et 16 août 1978         | 13 et 16 août 1978         | 13 et 16 août 1978         | 13 et 16 août 1978         |  |  | 20 et 23 août 1978    | 20 et 23 août 1978    | 20 et 23 août 1978    | 20 et 23 août 1978    |  |  | 27 août 1978, Giants Stadium, East Rutherford | 27 août 1978, Giants Stadium, East Rutherford | 27 août 1978, Giants Stadium, East Rutherford | 27 août 1978, Giants Stadium, East Rutherford |
|  | A8 Fury de Philadelphie                         | A8 Fury de Philadelphie                  | 0                                        | 0                                        | A1 Express de Detroit          | A1 Express de Detroit          | 3 (2) - 1 - 0              | 3 (2) - 1 - 0              |                            |                            |  |  | 20 et 23 août 1978    | 20 et 23 août 1978    | 20 et 23 août 1978    | 20 et 23 août 1978    |  |  | 27 août 1978, Giants Stadium, East Rutherford | 27 août 1978, Giants Stadium, East Rutherford | 27 août 1978, Giants Stadium, East Rutherford | 27 août 1978, Giants Stadium, East Rutherford |
|  | 9 août 1978, Schaefer Stadium, Foxborough       |                                          |                                          |                                          | A1 Express de Detroit          | A1 Express de Detroit          | 3 (2) - 1 - 0              | 3 (2) - 1 - 0              |                            |                            |  |  | 20 et 23 août 1978    | 20 et 23 août 1978    | 20 et 23 août 1978    | 20 et 23 août 1978    |  |  | 27 août 1978, Giants Stadium, East Rutherford | 27 août 1978, Giants Stadium, East Rutherford | 27 août 1978, Giants Stadium, East Rutherford | 27 août 1978, Giants Stadium, East Rutherford |
|  |                                                 |                                          | A7 Strikers de Fort Lauderdale           | A7 Strikers de Fort Lauderdale           | 3 (3) - 0 - 1                  | 3 (3) - 0 - 1                  |                            |                            |                            |                            |  |  | 20 et 23 août 1978    | 20 et 23 août 1978    | 20 et 23 août 1978    | 20 et 23 août 1978    |  |  | 27 août 1978, Giants Stadium, East Rutherford | 27 août 1978, Giants Stadium, East Rutherford | 27 août 1978, Giants Stadium, East Rutherford | 27 août 1978, Giants Stadium, East Rutherford |
|  | A2 Tea Men de la Nouvelle-Angleterre            | A2 Tea Men de la Nouvelle-Angleterre     | A7 Strikers de Fort Lauderdale           | A7 Strikers de Fort Lauderdale           | 3 (3) - 0 - 1                  | 3 (3) - 0 - 1                  | 1                          | 1                          |                            |                            |  |  | 20 et 23 août 1978    | 20 et 23 août 1978    | 20 et 23 août 1978    | 20 et 23 août 1978    |  |  | 27 août 1978, Giants Stadium, East Rutherford | 27 août 1978, Giants Stadium, East Rutherford | 27 août 1978, Giants Stadium, East Rutherford | 27 août 1978, Giants Stadium, East Rutherford |
|  | A2 Tea Men de la Nouvelle-Angleterre            | A2 Tea Men de la Nouvelle-Angleterre     | 14 et 17 août 1978                       |                                          |                                |                                | 1                          | 1                          |                            |                            |  |  | 20 et 23 août 1978    | 20 et 23 août 1978    | 20 et 23 août 1978    | 20 et 23 août 1978    |  |  | 27 août 1978, Giants Stadium, East Rutherford | 27 août 1978, Giants Stadium, East Rutherford | 27 août 1978, Giants Stadium, East Rutherford | 27 août 1978, Giants Stadium, East Rutherford |
|  | A7 Strikers de Fort Lauderdale                  | A7 Strikers de Fort Lauderdale           | 2                                        | 2                                        |                                |                                |                            |                            |                            |                            |  |  | 20 et 23 août 1978    | 20 et 23 août 1978    | 20 et 23 août 1978    | 20 et 23 août 1978    |  |  | 27 août 1978, Giants Stadium, East Rutherford | 27 août 1978, Giants Stadium, East Rutherford | 27 août 1978, Giants Stadium, East Rutherford | 27 août 1978, Giants Stadium, East Rutherford |
|  | A7 Strikers de Fort Lauderdale                  | A7 Strikers de Fort Lauderdale           | 2                                        | 2                                        | A7 Strikers de Fort Lauderdale | A7 Strikers de Fort Lauderdale | 3 - 1 - 0 (1)              | 3 - 1 - 0 (1)              |                            |                            |  |  |                       |                       |                       |                       |  |  | 27 août 1978, Giants Stadium, East Rutherford | 27 août 1978, Giants Stadium, East Rutherford | 27 août 1978, Giants Stadium, East Rutherford | 27 août 1978, Giants Stadium, East Rutherford |
|  | 8 août 1978, San Diego Stadium, San Diego       |                                          |                                          |                                          | A7 Strikers de Fort Lauderdale | A7 Strikers de Fort Lauderdale | 3 - 1 - 0 (1)              | 3 - 1 - 0 (1)              |                            |                            |  |  |                       |                       |                       |                       |  |  | 27 août 1978, Giants Stadium, East Rutherford | 27 août 1978, Giants Stadium, East Rutherford | 27 août 1978, Giants Stadium, East Rutherford | 27 août 1978, Giants Stadium, East Rutherford |
|  |                                                 |                                          | A4 Rowdies de Tampa Bay                  | A4 Rowdies de Tampa Bay                  | 2 - 3 - 0 (2)                  | 2 - 3 - 0 (2)                  |                            |                            |                            |                            |  |  |                       |                       |                       |                       |  |  | 27 août 1978, Giants Stadium, East Rutherford | 27 août 1978, Giants Stadium, East Rutherford | 27 août 1978, Giants Stadium, East Rutherford | 27 août 1978, Giants Stadium, East Rutherford |
|  | A3 Sockers de San Diego                         | A3 Sockers de San Diego                  | A4 Rowdies de Tampa Bay                  | A4 Rowdies de Tampa Bay                  | 2 - 3 - 0 (2)                  | 2 - 3 - 0 (2)                  | 2                          | 2                          |                            |                            |  |  |                       |                       |                       |                       |  |  | 27 août 1978, Giants Stadium, East Rutherford | 27 août 1978, Giants Stadium, East Rutherford | 27 août 1978, Giants Stadium, East Rutherford | 27 août 1978, Giants Stadium, East Rutherford |
|  | A3 Sockers de San Diego                         | A3 Sockers de San Diego                  | 18 et 23 août 1978                       |                                          |                                |                                | 2                          | 2                          |                            |                            |  |  |                       |                       |                       |                       |  |  | 27 août 1978, Giants Stadium, East Rutherford | 27 août 1978, Giants Stadium, East Rutherford | 27 août 1978, Giants Stadium, East Rutherford | 27 août 1978, Giants Stadium, East Rutherford |
|  | A6 Surf de Californie                           | A6 Surf de Californie                    | 1                                        | 1                                        |                                |                                |                            |                            |                            |                            |  |  |                       |                       |                       |                       |  |  | 27 août 1978, Giants Stadium, East Rutherford | 27 août 1978, Giants Stadium, East Rutherford | 27 août 1978, Giants Stadium, East Rutherford | 27 août 1978, Giants Stadium, East Rutherford |
|  | A6 Surf de Californie                           | A6 Surf de Californie                    | 1                                        | 1                                        | A3 Sockers de San Diego        | A3 Sockers de San Diego        | 0 - 2 - 0                  | 0 - 2 - 0                  |                            |                            |  |  |                       |                       |                       |                       |  |  | 27 août 1978, Giants Stadium, East Rutherford | 27 août 1978, Giants Stadium, East Rutherford | 27 août 1978, Giants Stadium, East Rutherford | 27 août 1978, Giants Stadium, East Rutherford |
|  | 8 août 1978, Tampa Stadium, Tampa               |                                          |                                          |                                          | A3 Sockers de San Diego        | A3 Sockers de San Diego        | 0 - 2 - 0                  | 0 - 2 - 0                  |                            |                            |  |  |                       |                       |                       |                       |  |  | 27 août 1978, Giants Stadium, East Rutherford | 27 août 1978, Giants Stadium, East Rutherford | 27 août 1978, Giants Stadium, East Rutherford | 27 août 1978, Giants Stadium, East Rutherford |
|  |                                                 |                                          | A4 Rowdies de Tampa Bay                  | A4 Rowdies de Tampa Bay                  | 1 - 1 - 1                      | 1 - 1 - 1                      |                            |                            |                            |                            |  |  |                       |                       |                       |                       |  |  | 27 août 1978, Giants Stadium, East Rutherford | 27 août 1978, Giants Stadium, East Rutherford | 27 août 1978, Giants Stadium, East Rutherford | 27 août 1978, Giants Stadium, East Rutherford |
|  | A4 Rowdies de Tampa Bay                         | A4 Rowdies de Tampa Bay                  | A4 Rowdies de Tampa Bay                  | A4 Rowdies de Tampa Bay                  | 1 - 1 - 1                      | 1 - 1 - 1                      | 3                          | 3                          |                            |                            |  |  |                       |                       |                       |                       |  |  | 27 août 1978, Giants Stadium, East Rutherford | 27 août 1978, Giants Stadium, East Rutherford | 27 août 1978, Giants Stadium, East Rutherford | 27 août 1978, Giants Stadium, East Rutherford |
|  | A4 Rowdies de Tampa Bay                         | A4 Rowdies de Tampa Bay                  | 14 et 16 août 1978                       |                                          |                                |                                | 3                          | 3                          |                            |                            |  |  |                       |                       |                       |                       |  |  | 27 août 1978, Giants Stadium, East Rutherford | 27 août 1978, Giants Stadium, East Rutherford | 27 août 1978, Giants Stadium, East Rutherford | 27 août 1978, Giants Stadium, East Rutherford |
|  | A5 Sting de Chicago                             | A5 Sting de Chicago                      | 1                                        | 1                                        |                                |                                |                            |                            |                            |                            |  |  |                       |                       |                       |                       |  |  | 27 août 1978, Giants Stadium, East Rutherford | 27 août 1978, Giants Stadium, East Rutherford | 27 août 1978, Giants Stadium, East Rutherford | 27 août 1978, Giants Stadium, East Rutherford |
|  | A5 Sting de Chicago                             | A5 Sting de Chicago                      | 1                                        | 1                                        | A4 Rowdies de Tampa Bay        | A4 Rowdies de Tampa Bay        | 1                          | 1                          |                            |                            |  |  |                       |                       |                       |                       |  |  |                                               |                                               |                                               |                                               |
|  | 9 août 1978, Giants Stadium, East Rutherford    |                                          |                                          |                                          | A4 Rowdies de Tampa Bay        | A4 Rowdies de Tampa Bay        | 1                          | 1                          |                            |                            |  |  |                       |                       |                       |                       |  |  |                                               |                                               |                                               |                                               |
|  |                                                 |                                          | N1 Cosmos                                | N1 Cosmos                                | 3                              | 3                              |                            |                            |                            |                            |  |  |                       |                       |                       |                       |  |  |                                               |                                               |                                               |                                               |
|  | N1 Cosmos                                       | N1 Cosmos                                | N1 Cosmos                                | N1 Cosmos                                | 3                              | 3                              | 5                          | 5                          |                            |                            |  |  |                       |                       |                       |                       |  |  |                                               |                                               |                                               |                                               |
|  | N1 Cosmos                                       | N1 Cosmos                                |                                          |                                          |                                |                                |                            | 5                          |                            |                            |  |  |                       |                       |                       |                       |  |  |                                               |                                               |                                               |                                               |
|  | N8 Sounders de Seattle                          | N8 Sounders de Seattle                   | 2                                        | 2                                        |                                |                                |                            |                            |                            |                            |  |  |                       |                       |                       |                       |  |  |                                               |                                               |                                               |                                               |
|  | N8 Sounders de Seattle                          | N8 Sounders de Seattle                   | 2                                        | 2                                        | N1 Cosmos                      | N1 Cosmos                      | 2 - 4 - 0 (2)              | 2 - 4 - 0 (2)              |                            |                            |  |  |                       |                       |                       |                       |  |  |                                               |                                               |                                               |                                               |
|  | 10 août 1978, Metropolitan Stadium, Bloomington |                                          |                                          |                                          | N1 Cosmos                      | N1 Cosmos                      | 2 - 4 - 0 (2)              | 2 - 4 - 0 (2)              |                            |                            |  |  |                       |                       |                       |                       |  |  |                                               |                                               |                                               |                                               |
|  |                                                 |                                          | N3 Kicks du Minnesota                    | N3 Kicks du Minnesota                    | 9 - 0 - 0 (1)                  | 9 - 0 - 0 (1)                  |                            |                            |                            |                            |  |  |                       |                       |                       |                       |  |  |                                               |                                               |                                               |                                               |
|  | N3 Kicks du Minnesota                           | N3 Kicks du Minnesota                    | N3 Kicks du Minnesota                    | N3 Kicks du Minnesota                    | 9 - 0 - 0 (1)                  | 9 - 0 - 0 (1)                  | 3                          | 3                          |                            |                            |  |  |                       |                       |                       |                       |  |  |                                               |                                               |                                               |                                               |
|  | N3 Kicks du Minnesota                           | N3 Kicks du Minnesota                    | 12 et 16 août 1978                       |                                          |                                |                                | 3                          | 3                          |                            |                            |  |  |                       |                       |                       |                       |  |  |                                               |                                               |                                               |                                               |
|  | N6 Roughnecks de Tulsa                          | N6 Roughnecks de Tulsa                   | 1                                        | 1                                        |                                |                                |                            |                            |                            |                            |  |  |                       |                       |                       |                       |  |  |                                               |                                               |                                               |                                               |
|  | N6 Roughnecks de Tulsa                          | N6 Roughnecks de Tulsa                   | 1                                        | 1                                        | N1 Cosmos                      | N1 Cosmos                      | 1 - 4                      | 1 - 4                      |                            |                            |  |  |                       |                       |                       |                       |  |  |                                               |                                               |                                               |                                               |
|  | 9 août 1978, Stade de l'Empire, Vancouver       |                                          |                                          |                                          | N1 Cosmos                      | N1 Cosmos                      | 1 - 4                      | 1 - 4                      |                            |                            |  |  |                       |                       |                       |                       |  |  |                                               |                                               |                                               |                                               |
|  |                                                 |                                          | N4 Timbers de Portland                   | N4 Timbers de Portland                   | 0 - 0                          | 0 - 0                          |                            |                            |                            |                            |  |  |                       |                       |                       |                       |  |  |                                               |                                               |                                               |                                               |
|  | N2 Whitecaps de Vancouver                       | N2 Whitecaps de Vancouver                | N4 Timbers de Portland                   | N4 Timbers de Portland                   | 0 - 0                          | 0 - 0                          | 4                          | 4                          |                            |                            |  |  |                       |                       |                       |                       |  |  |                                               |                                               |                                               |                                               |
|  | N2 Whitecaps de Vancouver                       | N2 Whitecaps de Vancouver                |                                          |                                          |                                |                                |                            | 4                          |                            |                            |  |  |                       |                       |                       |                       |  |  |                                               |                                               |                                               |                                               |
|  | N7 Metros-Croatia de Toronto                    | N7 Metros-Croatia de Toronto             | 0                                        | 0                                        |                                |                                |                            |                            |                            |                            |  |  |                       |                       |                       |                       |  |  |                                               |                                               |                                               |                                               |
|  | N7 Metros-Croatia de Toronto                    | N7 Metros-Croatia de Toronto             | 0                                        | 0                                        | N2 Whitecaps de Vancouver      | N2 Whitecaps de Vancouver      | 0 - 1                      | 0 - 1                      |                            |                            |  |  |                       |                       |                       |                       |  |  |                                               |                                               |                                               |                                               |
|  | 9 août 1978, Civic Stadium, Portland            |                                          |                                          |                                          | N2 Whitecaps de Vancouver      | N2 Whitecaps de Vancouver      | 0 - 1                      | 0 - 1                      |                            |                            |  |  |                       |                       |                       |                       |  |  |                                               |                                               |                                               |                                               |
|  |                                                 |                                          | N4 Timbers de Portland                   | N4 Timbers de Portland                   | 1 - 2                          | 1 - 2                          |                            |                            |                            |                            |  |  |                       |                       |                       |                       |  |  |                                               |                                               |                                               |                                               |
|  | N4 Timbers de Portland                          | N4 Timbers de Portland                   | N4 Timbers de Portland                   | N4 Timbers de Portland                   | 1 - 2                          | 1 - 2                          | 2 b.e.o.                   | 2 b.e.o.                   |                            |                            |  |  |                       |                       |                       |                       |  |  |                                               |                                               |                                               |                                               |
|  | N4 Timbers de Portland                          | N4 Timbers de Portland                   |                                          |                                          |                                |                                |                            | 2 b.e.o.                   |                            |                            |  |  |                       |                       |                       |                       |  |  |                                               |                                               |                                               |                                               |
|  | N5 Diplomats de Washington                      | N5 Diplomats de Washington               | 1                                        | 1                                        |                                |                                |                            |                            |                            |                            |  |  |                       |                       |                       |                       |  |  |                                               |                                               |                                               |                                               |
|  | N5 Diplomats de Washington                      | N5 Diplomats de Washington               | 1                                        | 1                                        |                                |                                |                            |                            |                            |                            |  |  |                       |                       |                       |                       |  |  |                                               |                                               |                                               |                                               |
|  |                                                 |                                          |                                          |                                          |                                |                                |                            |                            |                            |                            |  |  |                       |                       |                       |                       |  |  |                                               |                                               |                                               |                                               |

## Récompenses individuelles
| Trophée                            | Joueur            | Club                              |
| ---------------------------------- | ----------------- | --------------------------------- |
| Meilleur joueur (saison régulière) | Mike Flanagan     | Tea Men de la Nouvelle-Angleterre |
| Meilleur joueur (finale)           | Dennis Tueart     | Cosmos de New York                |
| Meilleur buteur                    | Giorgio Chinaglia | Cosmos de New York                |
| Meilleur rookie                    | Gary Etherington  | Cosmos                            |
| Meilleur entraîneur                | Tony Waiters      | Whitecaps de Vancouver            |